# WISE 0734−7157
WISE J073444.02−715744.0 (designación abreviada como WISE 0734−7157) es una enana marrón de clase espectral Y0, ubicada en la constelación de Volans, a aproximadamente 43 años luz de la Tierra. Es una de las enanas marrones de tipo Y0 más lejanas conocidas.

## Descubrimiento
WISE 0734−7157 fue descubierta en 2012 por J. Davy Kirkpatrick et al. a partir de datos recopilados por el satélite en órbita terrestre Wide-field Infrared Survey Explorer (WISE), el telescopio espacial infrarrojo de la NASA de 40 cm (16 pulgadas) de longitud de onda, cuya misión duró de diciembre de 2009 a febrero de 2011. En 2012, Kirkpatrick et al. publicaron un artículo en The Astrophysical Journal, donde presentaron el descubrimiento de siete nuevas enanas marrones de tipo espectral Y descubiertas por WISE, entre las que también se encontraba WISE 0734−7157.

## Distancia estelar
Actualmente, la estimación de distancia más precisa de WISE 0734−7157 es mediante el métido de paralaje trigonométrico, publicada en 2019 por Kirkpatrick et al.: 13.3+0.4
−0.4 pc, o 43.5 +1.4
−1.3 ly.